# 메일 머지
메일 머지(mail merge)는 폼 레터로부터 대량 메일 발송을 하기 위해 개인화된 편지와 미리 주소가 추가된 봉투 또는 메일링 레이블을 만드는 작업이다. 이 기능은 고정된 텍스트(각 출력 문서와 동일) 및 변수(데이터 원본의 텍스트로 치환되는 항목)를 포함하는 워드 처리 문서에서 일반적으로 제공된다. 이 기능은 1980년 경 개인용 컴퓨터의 초기 워드 프로세서 시절로 거슬러 올라간다. 워드스타는 본래 메일 머지라는 이름의 프로그램을 통해 이 기능을 제공하는 최초의 컴퓨터로 간주되었다. 워드퍼펙트 또한 CP/M과 MS-DOS 시스템용으로 이 기능을 제공하였으며 마이크로소프트 워드가 나중에 이를 채용하였다.
데이터 원본은 일반적으로 스프레드시트나 데이터베이스로 되어 있으며, 템플릿에 각 변수마다 필드나 컬럼을 보유하고 있다. 메일 머지 과정이 진행되면 워드 처리 시스템은 데이터베이스의 각 로우별로 출력 문서를 만들며, 문서가 보이는 대로 정확하게 고정된 텍스트를 사용하게 된다.
메일 머지는 각기 다른 수신자에게 각각의 사본을 여러 번 보내는 인쇄물 또는 이메일을 위한 폼 레터를 만들며, 이름이나 주소와 같은 필드를 추가할 수 있으며 폼 레터의 각 사본마다 어떠한 문자를 데이터베이스나 연락처 목록의 정보로 자동으로 치환할지 결정할 수 있다.

## 같이 보기
- 탁상출판
- 대량 고객화